# Aeroporto Internazionale di Campo Grande
L'Aeroporto Internazionale di Campo Grande (in portoghese Aeroporto Internacional de Campo Grande) è uno scalo aereo brasiliano che serve la città di Campo Grande, capitale dello stato del Mato Grosso do Sul.

## Storia
La pista d'atterraggio fu inaugurata nel 1953 alla presenza del presidente brasiliano Getulio Vargas. Il terminal passeggeri fu inaugurato il 20 gennaio 1964.
Il 15 agosto 2022 Aena si è aggiudicata la gestione trentennale dell'aeroporto.